# Feinfühligkeit

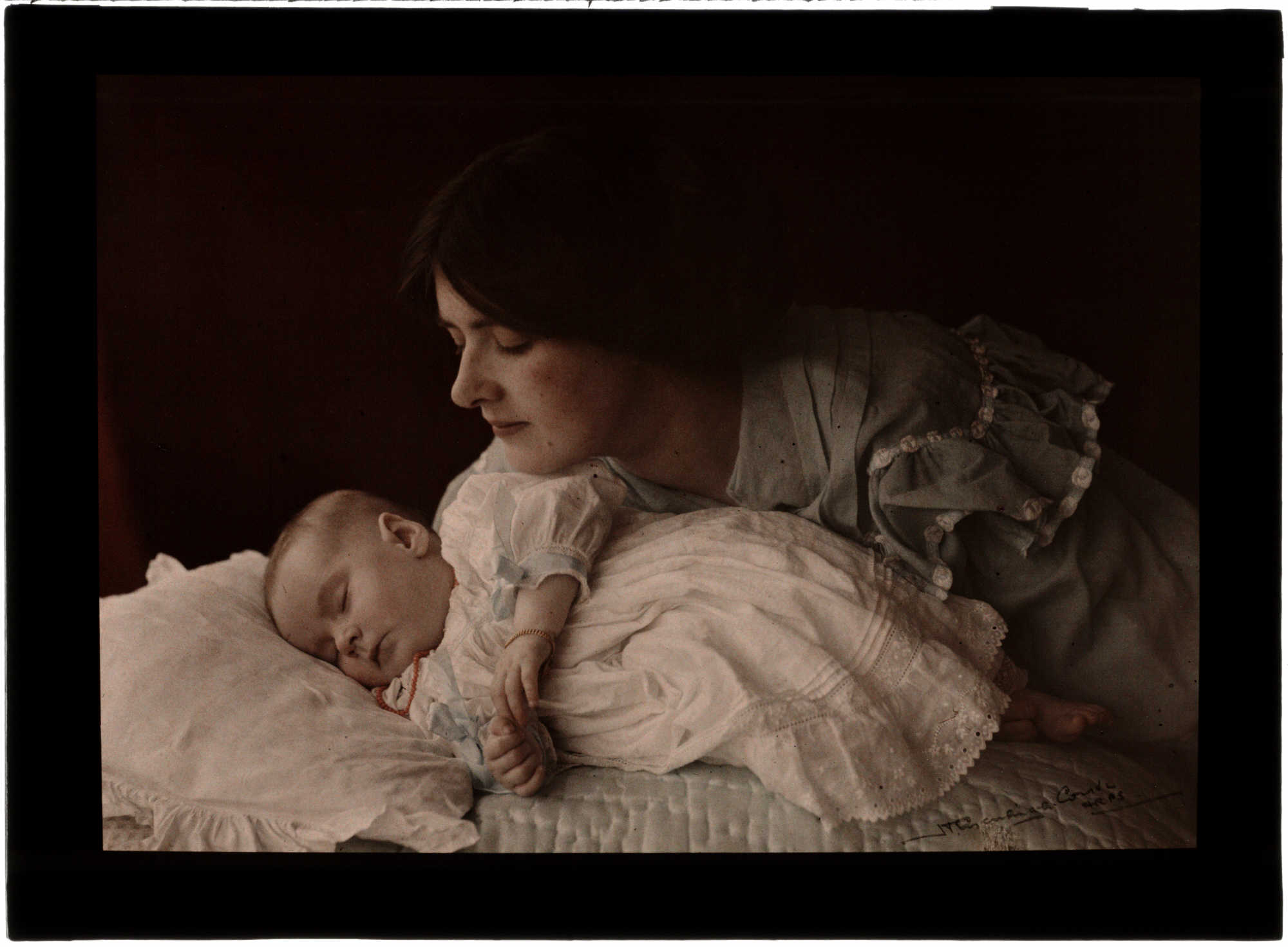
Feinfühligkeit bezieht sich auf die Bezugsperson(en) eines Kindes, z. B. Mutter

Feinfühligkeit ist ein durch Mary Ainsworth geprägter Begriff (engl. maternal sensitivity) aus der Psychologie frühkindlicher Bindungen und bezeichnet die Qualität der Reaktion einer Bezugsperson eines Kleinkindes, durch die diese Person die frühkindliche Bindung so beeinflusst, dass sich eine sichere Bindung ergibt. Die von Ainsworth entwickelte Messmethodik wurde 1977 durch den Bindungsforscher Klaus Grossmann ins Deutsche übertragen.

## Darstellung
Hintergrund für Ainsworths Überlegungen war die Beobachtung, dass Kleinkinder mit denjenigen Bezugspersonen (Mutter, Vater usw.) die stärksten Bindungen eingehen, die in bestimmter Art und Weise – eben feinfühlig – mit den Kindern umgehen. Die als Feinfühligkeit beschriebene Art und Weise zeichnet sich durch die folgenden Merkmale aus:
| Worum geht es?                            | Was bedeutet das konkret? |
| ----------------------------------------- | --- |
| 1. Wahrnehmung des Verhaltens des Kindes  | Die Bezugsperson ist geistig und körperlich aufmerksam, nimmt Äußerungen des Kindes wahr, auch Mimik- und Verhaltensänderungen. |
| 2. richtige Interpretation der Äußerungen | Die Bezugsperson erkennt die Bedürfnislage des Kindes unbeeinflusst von ihren eigenen Empfindlichkeiten. |
| 3. sofortige, prompte Reaktion            | Die Bezugsperson zeigt dem Kind damit die Wirksamkeit seines Verhaltens. |
| 4. angemessene Reaktion                   | Die Bezugsperson reagiert - dem Alter des Kindes angemessen - im richtigen Modus: Eingehen auf das Bindungsverhalten bei Angst (z. B. beruhigen, in den Arm nehmen), Anregung für das Explorationsverhalten bei Langeweile (z. B. Rassel schütteln, Ball werfen). |

## Bindungsqualität
Keller-Schuhmacher nennt die folgenden Bindungsqualitäten, die sich aus Be- bzw. Missachtung feinfühligen Verhaltens ergeben. Dabei soll Feinfühligkeit die sichere Bindung unterstützen.
- organisierte Bindungsmuster
  - sichere Bindung
  - unsicher-vermeidende Bindung
  - unsicher-ambivalente Bindung
- Desorganisierte Bindung
- Gestörte Bindung (pathologisch)

Mit einer meta-analytischen Studie bestätigten De Wolff und van IJzendoorn 1997 eine starke Korrelation zwischen elterlicher Feinfühligkeit und sicherer Bindung des Kindes, wiesen aber auf, dass Feinfühligkeit weder stets zu einer sicheren Bindung führt noch eine notwendige Voraussetzung für eine sichere Bindung darstellt. Vielmehr gibt es neben der Feinfühligkeit weitere Faktoren, die ebenfalls positiv mit der Entwicklung einer sicheren Bindung korrelieren. Hierzu zählen vor allem: die Gegenseitigkeit (mutuality) und die Gleichzeitigkeit (synchronicity) als Aspekte des Interaktionsverhaltens sowie die Anregung (stimulation), positive Einstellung (positive attitude) und Wärme (emotional support) als Aspekte elterlichen Verhaltens.

## Vergleichbare Konzepte
Neben der „Feinfühligkeit“ wird (annähernd synonym) von „emotionaler Offenheit“ gesprochen: Das Kind gewinne an Sicherheit, wenn Eltern feinfühlig und emotional offen auf ihr Kind reagieren.
Die Beschreibung von Mechthild Papoušek:
„Sich auf die Entwicklung und die Erfahrungswelt des eigenen Kindes einlassen; sich von seinen Signalen, Interessen, Vorlieben, Freuden und Kümmernissen leiten lassen; sich dabei auf die eigenen intuitiven Kompetenzen verlassen; sich zu Spiel und Erfindungslust mit dem Baby verführen lassen und bei all dem mit dem Baby sprechen.“
wird von Sabine Bode als Charakterisierung von emotionaler Offenheit in ihrem Buch Kriegsenkel zitiert. In diesem Buch berichtet sie anhand von Beispielen frühkindlicher Kriegs- und Fluchterfahrungen darüber, wie Eltern und Kinder sich aufgrund des elterlichen Gemütszustandes fremd bleiben können und wie dies die Kinder auch später als Erwachsene beeinflussen kann. Bode verweist dabei auch auf Erkenntnisse von Karl Heinz Brisch zur transgenerationalen Traumatisierung.
Der Begriff der Feinfühligkeit, wie er hier verwendet ist, bezieht sich auf die Bezugsperson(en) eines Kindes. Allgemeiner bezeichnet man die Fähigkeit und Bereitschaft, die Gedanken, Emotionen, Motive und Persönlichkeitsmerkmale einer anderen Person zu erkennen und zu verstehen und angemessen darauf zu reagieren, als Einfühlungsvermögen oder Empathie. Forschungen zur Empathie untersuchen u. a. das Einfühlungsvermögen von Kindern und seine Entwicklung (siehe hierzu auch: Determinierte und angeborene Fähigkeit zur Empathie).